# Saad Haddad
Pour les articles homonymes, voir Haddad.
Saad Haddad (1936-1984) est le fondateur de l’Armée du Liban Sud (ALS).
Au début de la guerre du Liban, Haddad était officier de l’Armée libanaise, et il fut chargé de mener un bataillon de l’Armée pour combattre les miliciens de l’OLP au Sud du pays. Il fit défection et s'allia avec Israël qui a armé et aidé sa milice après l'invasion du Sud-Liban en 1978. Rayé des cadres de l’armée, il est accusé de rébellion, de haute trahison et de collaboration avec l’ennemi.
En avril 1979, Haddad proclame la création de l’« État du Liban libre » dans les zones qu’il contrôle, en fait sous autorité israélienne. 
L’ALS est considérée comme le représentant d’Israël dans le Sud-Liban occupé, dans la « zone de sécurité » créée après l’invasion israélienne de 1982. Les miliciens de l'ALS accompagnent l’armée israélienne dans son invasion jusqu’à Beyrouth.
Saad Haddad meurt en 1984 d'une leucémie le 14 janvier 1984 à l'âge de 47 ans. Le Premier ministre israélien Yitzhak Shamir a décrit le commandant Haddad comme "un grand patriote libanais, un ami loyal et un allié d'Israël". Le ministre israélien de la défense, Moshe Arens, a décrit Haddad comme un commandant militaire libanais exceptionnel.
Le général Antoine Lahad lui succède.